# Родоскрвнуће код европских краљева
Родоскрвнуће код европских краљева је у средњем веку узело великог маха. Краљеви су за жене узимали само крем тадашњег европског племства. Склапање бракова међу европским племством, нарочито међу краљевима, имало је дипломатски карактер пре него што је имало ишта са љубављу између супружника; венчавали су се парови који се никада нису ни видели, оседели краљеви са малолетним принцезама и тринаестогодишњи принчеви са седамнаестогодишњим принцезама. Склапањем бракова су се чувале границе државе, добијале нове територије или чувале своје.
То је довело до опште збрке са сродством, кршили су се сви табуи родоскврнућа зарад политике и дипломатије. Династије су се по неколико пута мешале и укрштале, а родослови краљевских династија то и показују.
- Филип II, краљ Шпаније, се оженио Аном од Аустрије, ћерком своје сестре Марије Хабзбуршке. Њихов је син Филип III, краљ Шпаније.
- Луј XIV (Најхришћанскији краљ), краљ Француске, се венчао са Маријом Терезијом од Шпаније, са којом је у двоструком сродству јер су њихови родитељи браћа и сестре. Мајка Луја XIV, Ана Аустријска, је сестра оца Марије Терезије, Филипа IV, краља Шпаније, а отац Луја XIV, Луј XIII је брат мајке Марије Терезије, Елизабете Француске, прве жене Филипа IV.
- Марија Хенријета Стјуарт, једна од сестара краљева Чарлса и Џејмса II, удала се у Холандији за Виљема II Оранског, а у том браку је рођен кнез Вилијам III Орански, који се оженио најстаријом Џејмсовом ћерком Мери II.
- Марија Ана од Шпаније, мајка цара Леополда I, сестра је Ане од Аустрије, мајке Луја XIV. И сестра је шпанског краља Филипа IV, који је отац Марије Терезије жене Луја XIV. И ћерка је, Маргарете Аустријске сестре цара Фердинанда II, оца свога мужа Фердинанда III.
- Сестра Леополда I, Маријана Аустријска, се удала за свог ујака, Филипа IV Шпанског, а Леополд I се оженио њиховом ћерком и својом сестричином Маргаретом Терезијом, сестром Марије Терезије од Шпаније жене Луја XIV.
- Син Фердинанда I, Максимилијан II, цар Аустрије, оженио се Маријом Хабзбуршком сестром свога оца и са њом добио ћерку Ану Аустријску, која се удала за Филипа II, краља Шпаније, свог стрица и брата од тетке, који је син Карла V: У том браку родио се Филип III, краљ Шпаније, који се оженио Маргаретом Аустријском, ћерком Карла II Штајерског брата његовог деде Максимилијана II, и са њом је добио краља Филипа IV и Марију Ану Шпанску, која се удала за Фердинанда III, цара Аустрије и свог брата од ујака (пошто је он син брата њене мајке).

У књизи Рите Моналди и Франческа Сортија Имприматур, даје се неколико примера укрштања:
Сви хришћански краљеви су у крвном сродству. Луј XIV, Најхришћанскији краљ Француске, у двоструком је сродству са својом женом Маријом Терезом, шпанском инфанткињом. Наиме, њихови родитељи су браћа и сестре. То је зато што је мајка Краља Сунца, Ана Аустријска, сестра оца Марије Терезе, Филипа IV, краља Шпаније; док је отац Краља Сунца, Луј XIII, брат мајке Марије Терезе, Елизабете Француске, прве жене Филипа IV.
Родитељи краља и краљице Француске су, дакле, истовремено њихове тетке и ујаци. И сад питам ја тебе: шта се добије кад је неко нећак своје таште или, ако више волиш, зет своје тетке?
Краљ Енглеске Чарлс II Стјуарт. Његов отац се оженио Анријетом Француском, једном од сестара оца Луја XIV. Дакле, краљ Енглеске је такође у двоструком сродству са краљем Француске и његовом женом шпањолком, а они су, као што си видела, и сами у двоструком сродству. А шта рећи за Холандију? Анријета Француска, мајка Чарлса II, не само да је тетка по оцу краља Сунца, већ је и баба по мајци младог холандског кнеза Виљема Оранског. Наиме, Марија, једна од сестара краља Чарлса и војводе Џејмса, удала се у Холандији за Виљема II Оранског, а у том браку је рођен управо кнез Виљем III Орански, који се пре шест година неочекивано оженио најстаријом Џејмсовом ћерком, с којом је у крвном сродству. Дакле, четири суверена су осам пута помешали исту крв.
И друга сестра Чарлса II се удала за свог рођака, брата Луја XIV. И они су помешали исту крв.
Али идемо у Беч. Француски Бурбони и шпански Хабзбурговци су у четвороструком и шестоструком сродству с аустријским Хабзбурговцима. Мајка цара Леополда I Аустријског сестра је Луја XIV. Али она је и сестра оца његове жене Марије Терезе, шпанског краља Филипа IV, и ћерка сестре оца свога мужа, покојног цара Фердинанда III. Сестра Леополда I се удала за свог ујака, истог Филипа IV Шпанског, а Леополд I се оженио својом нећаком Маргаретом Терезом, ћерком истог тог Филипа IV и сестром жене Луја XIV. Дакле, краљ Шпаније је ујак, зет и таст аустријског цара. Дакле, три краљевске породице су хиљаду пута помешале исту крв! 
Још један одељак даље описује:
Узмимо као пример аустријску владарску кућу. Данас њена одвратна крв прља гробове њених храбрих предака. Алберт Мудри, Рудолф Велики, па онда Леополд Смели и његов син Ернест I Неумољиви, све до Алберта Стрпљивог и Алберта Славног. Крв која је још оре три века почела да трули, када је дала несрећног Фридриха Празних Џепова, па онда Фридриха Дебелоустог и његовог сина Максимилијана I, који су умрли бедном смрћу кад су се прејели диња. Управо се са том двојицом родила болесна жеља да се уједине сви поседи Хабзбурговаца, које је Леополд Смели мудро поделио са својим братом. Те територије нису могле да остану заједно: као кад би неки луди хирург на једно тело хтео да пришије три главе, четири ноге и осам руку. Да би утолио своју жеђ за територијама, Максимилијан I се жени чак три пута: жене му доносе у мираз Холандију и Франш-Конте, али и истурену доњу вилицу која је унаказила његове потомке. Његов син Филип Лепи ставио је шапу на Шпанију оженивши се Хуаном Лудом, ћерком и наследницом Фердинанда Арагонског и Изабеле Кастиљске и мајком Карла V и Фердинанда I. Карло V крунише и истовремено осујећује план свога деде Максимилијана I: абдицира и дели краљевство у коме сунце никад није залазило на два дела – један део добија његов син Филип II, а други његов брат Фердинанд I. Поделио је краљевство, али није успео да подели крв: лудило се назадрживо шири међу његовим потомцима, брат жели сестру, а обоје желе да се споје са својом децом. Син Фердинанда I, Максимилијан II, цар Аустрије, оженио се сестром свога оца и са својом женом-тетком добио ћерку Ану Марију Аустријску, која се удала за Филипа II, краља Шпаније, свог стрица и брата од тетке, пошто је он син Карла V; у том несрећном браку родио се Филип III, краљ Шпаније, који се оженио Маргаретом Аустријском, ћерком брата његовог деде Максимилијана II, и са њом је добио краља Филипа IV и Марију Ану Шпанску, која се удала за Фердинанда III, цара Аустрије и свог брата од ујака, пошто је он син брата њене мајке. Она је родила садашњег цара Леополда I Аустријског, а његова сестра Марија Ана.... 